# 박윤종
박윤종(朴潤鍾, 1919년 12월 23일 ~ 2001년 10월 25일, 전남 강진)은 제11대 국회의원을 지낸 대한민국의 정치인이다.
제3공화국에서 광주시장을 지냈고, 1980년 광주 민주화 운동 때는 시민군이 전남도청을 장악한 뒤인 5월 22일에 변호사, 교수, 신부 등 각계 인사들이 구성한 수습대책위원회의 위원 중 한 명이었다. 이후 국가보위입법회의를 거쳐 민주정의당 소속으로 국회의원을 역임했다.

## 경력
- 대구사범학교 졸업
- 전남 승주군, 나주군수
- 전남 광주시장
- 전남 기획관리실장·교육위원·도정 자문위원장
- 대한체육회 상임부회장
- 통일주체국민회의 운영위원
- 대한적십자사 전라남도 지사장
- 1980년 : 국가보위입법회의 입법의원
- 1981년 ~ 1985년 : 제11대 국회 의원 (민주정의당)

## 역대 선거 결과
|  | 22.9% |

|  | 27.2% |

|  | 26.83% |

## 참고 자료
- 박윤종 - 대한민국헌정회